# Pełczyce (Oława)
Pour les articles homonymes, voir Pełczyce (homonymie).
Pełczyce est une localité polonaise de la gmina de Domaniów, située dans le powiat d'Oława en voïvodie de Basse-Silésie.